# Franco Cuomo
Franco Cuomo (Napoli, 22 aprile 1938 – Roma, 23 luglio 2007) è stato un giornalista e scrittore italiano.

## Biografia
Laurea in giurisprudenza, è stato finalista due volte al premio Strega, con Gunther d'Amalfi, cavaliere templare nel 1990 (ristampato di recente dall'editore Baldini Castoldi Dalai) e Il Codice Macbeth nel 1997.
Qualche mese prima della morte, a marzo 2007 è uscito il suo ultimo romanzo dal titolo Anime perdute. Notturno veneziano con messa nera e fantasmi d'amore (Baldini Castaldi Dalai) che segue I sotterranei del cielo (Baldini Castaldi Dalai) e Il tatuaggio (Baldini Castoldi Dalai). Grande successo riscosse il suo ultimo saggio dal titolo I dieci, sugli scienziati italiani che firmarono nel 1938 il "Manifesto della razza".

### Narratore
Figurano tra le altre sue opere narrative I semidei, una spy story nell'Italia contemporanea; Il signore degli specchi, sulla vita di Nostradamus; Scroll sulla leggenda che Shakespeare non fosse inglese. È autore inoltre della saga seriale in cinque volumi Il romanzo di Carlo Magno, sulle origini dell'Europa, e di una biografia di Rita da Cascia dal titolo Santa Rita degli impossibili, che al di fuori dell'agiografia tradizionale ricostruisce il giallo in cui fu coinvolta per l'assassinio del marito questa misteriosa mistica medievale.

### Saggista
Ha pubblicato saggi su L'ozio, sulla seduzione (Elogio del libertino), su Oscar Wilde e il decadentismo vittoriano (Chi ha guardato negli occhi la bellezza), sulla tragedia di Beatrice Cenci e su temi storici ai margini dell'immaginario, come Le grandi profezie dalle origini dell'umanità ai giorni d'oggi e Gli ordini cavallereschi nel mito e nella storia.

### Autore teatrale
È autore di un vasto repertorio teatrale, rappresentato in Italia e all'estero da registi quali Carmelo Bene, Maurizio Scaparro, Sergio Fantoni, Françoise Petit. Tra i suoi testi teatrali: Faust o Margherita (con Carmelo Bene) e Romeo e Giulietta (con Carmelo Bene e Roberto Lerici), Compagno Gramsci, Il caso Matteotti, Caterina delle misericordie (Premio Riccione), Nerone (Premio Idi), Giovanna d'Arco e Gilles de Rais (Premio Vallecorsi), Addio amore [Beatrice Cenci] (Premio Fondi), Una notte di Casanova (Premio Flaiano) e il recente Gladiator. Tra gli altri premi ricevuti: il Fregene per il giornalismo (1984), il Premio per la Cultura della Presidenza del Consiglio (1989), il Ravello (1990), il Vanvitelli (1995), il Blow In (1997).

### Traduttore
Ha tradotto Utopia di Thomas More e numerosi classici per la scena, tra cui Cirano e Caligola, diretti da Maurizio Scaparro, nonché opere di Shakespeare, Marlowe, Jonson, Plauto e de Musset.

### Attività radio televisiva
Ha collaborato alla Rai come curatore (o consulente) di programmi radiofonici e televisivi d'argomento culturale (come L'occhio sul teatro e Magico e nero per Videosapere) nonché di vasto respiro popolare (come Cararai, Cronache del cinema e del teatro, Obbiettivo Europa e Cineteatro).
È stato ospite di telegiornali e popolari trasmissioni sulle reti Rai, Mediaset e di altre emittenti, prendendo parte a programmi quali Stargate, Voyageur, Unomattina, Maurizio Costanzo show, Top secret e SpecialestoriaTG1.

### Redattore nella carta stampata
È stato redattore di quotidiani e periodici con mansioni d'inviato speciale, critico e caporedattore dei servizi culturali, condirettore delle riviste Fiera e Achab, autore di testi monografici per riviste specializzate come Medioevo e Ulisse 2000.

### Gli studi esoterici
È stato profondo studioso di esoterismo e per questa sua passione, è stato anche iscritto alla Massoneria, che in più di un'occasione ne ha ricordato l'impegno culturale e gli approfondimenti nell'universo iniziatico. Circa il percorso massonico di Cuomo, nel 2012 è uscito, a sua firma, il libro inedito Il Maestro del sogno - tra esoterismo e letteratura.

## Pubblicazioni

### Romanzi
- 1989 - Gunther d'Amalfi, cavaliere templare
- 1990 - Scroll, Vita avventurosa di Guglielmo Scrollalanza in arte Shakespeare
- 1991 - Il signore degli specchi
- 1995 - I semidei
- 1996 - Il codice Macbeth. Il ritorno di Gunther d'Amalfi
- 2001 - I sotterranei del cielo
- 2002 - Il tatuaggio
- 2007 - Anime perdute. Notturno veneziano con messa nera e fantasmi d'amore
- 2008 - Il tradimento del templare

Il romanzo di Carlo Magno
1. 1998 - Il predestinato
2. 1999 - La corona di ferro
3. 1999 - I paladini
4. 2000 - La disfatta degli idoli
5. 2000 - La città di Dio

### Saggi
- 1982 - Elogio del libertino. Manuale di seduzione
- 1989 - Droga, un'inchiesta dell'Avanti!
- 1990 - L'ozio
- 1992 - Gli ordini cavallereschi nel mito e nella storia
- 1994 - Beatrice Cenci
- 1994 - Nel nome di Dio. Roghi, duelli rituali e altre ordalie nell'Occidente medievale cristiano
- 1995 - Storia ed epopea della cavalleria
- 1997 - Santa Rita degli Impossibili. La storia d'amore e di sangue, di vendetta e di perdono di Rita da Cascia
- 1997 - Le grandi profezie
- 1999 - Nostradamus, alchimista e profeta
- 1999 - Artù e la Tavola Rotonda
- 2000 - I paladini. Tutti gli uomini del re
- 2000 - L'età dei santi, storie di uomini e di miracoli
- 2000 - Dracula, una leggenda nella storia
- 2001 - Riccardo Cuor di Leone
- 2002 - Harun ar-Rashid, il califfo delle Mille e una notte
- 2005 - I dieci. Chi erano gli scienziati italiani che firmarono il "Manifesto della razza"
- 2012 - Il Maestro del sogno - tra esoterismo e letteratura

### Teatro
- 1970 - Santa Maria dei Battuti, rapporto sulla istituzione psichiatrica e sua negazione in quindici misteri
- 1972 - Caterina delle misericordie (ultima riedizione 1986)
- 1972 - Compagno Gramsci
- 1973 - Passione 1514
- 1975 - Sangue d'amore. Storia di Giovanna d'Arco e Gilles de Rais (ultima riedizione 1986)
- 1980 - Nerone
- 1984 - Una notte di Casanova (ultima riedizione 1994)
- 1986 - Eresie d'amore
- 1987 - Addio amore [Beatrice Cenci] (ultima riedizione 1994)
- 1994 - Teatro italiano contemporaneo Siad - Franco Cuomo
- 2001 - Gladiator. Che si dissero i poeti Orazio e Giovanni Pascoli, un maestro di musica e un assassino pentito nel giorno della liberazione degli schiavi (ultima riedizione 2002)

## Premi e riconoscimenti
- Premio Flaiano - Teatro
  - 1984 - Miglior autore per Una notte di Casanova[1]